# Wilhelm Runte
Wilhelm Runte (* 22. Dezember 1898 in Soest; † 8. Februar 1978 ebenda) war ein deutscher Politiker. Von 1952 bis 1956 war er Bürgermeister der westfälischen Kreisstadt Soest.
Runte gehörte der FDP an, die bei der Kommunalwahl am 16. November 1952 erstmals antrat und die Wahl mit neun Mandaten knapp vor der SPD (ebenfalls neun Mandate) und der CDU (sieben Mandate) gewann.
Wilhelm Runte ist damit der bisher einzige Soester Bürgermeister der Nachkriegszeit, welcher keiner der beiden großen Volksparteien angehörte.